# Poecilopsis dubia
Poecilopsis dubia är en fjärilsart som beskrevs av Harrison. Poecilopsis dubia ingår i släktet Poecilopsis och familjen mätare. Inga underarter finns listade i Catalogue of Life.